# Mon credo
Singles de Mireille Mathieu
Qu'elle est belle
(1966)
Pistes de En direct de l'Olympia
Celui que j'aime
Mon credo est une chanson interprétée par Mireille Mathieu présente sur son premier 45 tours sorti en 1966, ainsi que sur son premier album 33 tours. Le 45 tours s'est vendu à 500 000 exemplaires en France.
Mireille Mathieu eut beaucoup de mal à apprendre les paroles de cette chanson. Elle raconta dans sa biographie Oui je crois, parue en 1986, que cela était peut-être à cause de cette succession de Je crois.
Elle enregistra également un scopitone de cette chanson en 1966.
La chanson C'est ton nom fit partie de la sélection interne pour représenter la France au Concours Eurovision de la chanson en 1966. Mais finalement, ce fut la chanson Chez nous de Dominique Walter qui fut choisie.
Le texte fut écrit par André Pascal sur une musique de Paul Mauriat.

## Reprises
Lors de l'émission C'est votre vie, Spécial Mireille Mathieu diffusée le samedi 11 octobre 2014 et présentée par Stéphane Bern, la chanson fut reprise par le chanteur Vincent Niclo.

## Classements
| Pays              | Meilleure position | Certification | Ventes          |
| ----------------- | ------------------ | ------------- | --------------- |
| France            | 1                  |               | Plus de 500 000 |
| Belgique Flandre  | 8                  |               |                 |
| Belgique Wallonie | 4                  |               |                 |
| Allemagne         | 33                 |               |                 |
| Suisse Alémanie   | 10                 |               |                 |